# ثقافة رسمية
الثقافة الرسمية هي الثقافة التي تتلقى الشرعية الاجتماعية أو الدعم المؤسسي في مجتمع معين. وعادة ما يتم تعريف الثقافة الرسمية باسم الثقافة البرجوازية. بالنسبة للباحث الثوري غي ديبورد، الثقافة الرسمية هي «لعبة مقنعة» تقوم فيها السلطات المحافظة بمنع الأفكار الهدامة من الوصول المباشر إلى الخطاب العام، والتي تتم فيها إدماج هذه الأفكار فقط بعد التقليل من قيمتها وتعقيمها.

وثمة ملاحظة واسعة النطاق تتمثل في أن الموهبة تتمتع بروح حرة. على سبيل المثال، أثار بوشكن، الذي اعتبره بعض العلماء الكاتب العظيم الأول في روسيا، اهتياج النظام والحكومة الروسية لا سيما اهتياج القيصر، حيث أنه 
| ثقافة رسمية | بدلاً من أن يكون مواطنًا جيدًا في الدولة في مجال الإدارة ويمجد الفضائل التقليدية في كتاباته المهنية (إذا كانت الكتابة واجبة)، تجده يكتب شعرًا متعجرفًا ومستقلاً وشريرًا للغاية حيث كانت خطورة حرية الفكر واضحة في نظمه للشعر في جرأة الخيال الحسي ونزعته للسخرية من الطغاة الرئيسيين والثانويين." | ثقافة رسمية |